# Nederrijnse Bocht

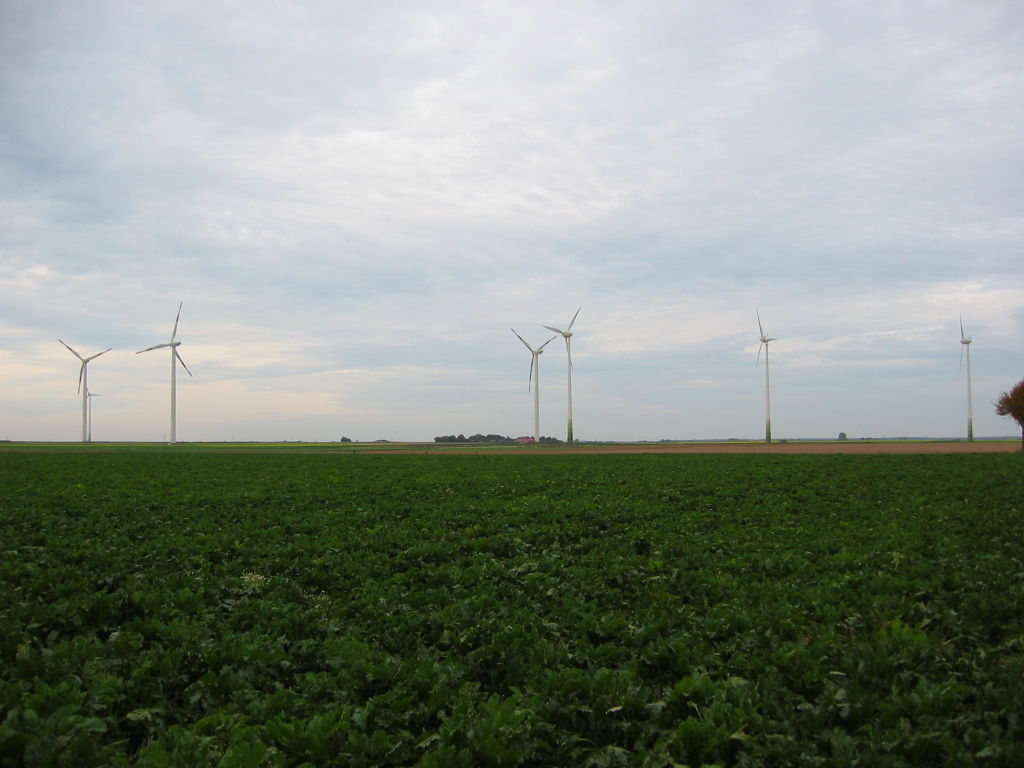
Suikerbietenteelt en een windpark in de Zülpicher Börde bij Linnich

De Nederrijnse Bocht (Duits: Niederrheinische Bucht) is een laagvlakte in het westen van de Duitse bondsstaat Noordrijn-Westfalen. Deze laagvlakte wordt gerekend tot de Noord-Duitse Laagvlakte. Ten zuiden en oosten ervan liggen de Eifel en het Bergisches Land. Ten noorden ervan ligt de Nederrijnse Laagvlakte. Naar het zuidoosten toe (richting Keulen) wordt het gebied steeds smaller. Dit trechtervormige gedeelte van de Nederrijnse Bocht wordt de Keulse Bocht genoemd, hoewel het ook weleens als synoniem wordt gebruikt voor de gehele Nederrijnse Bocht.

## Onderverdeling
De Nederrijnse Bocht heeft een oppervlakte van 3.584,4 km² en wordt grofweg onderverdeeld in de volgende gebieden:
- Bergische Heideterassen (190,3 km²/307 km²) - Een strook ten oosten van de Rijn
- Kölner Bucht (1167,1 km²) - Het centrale en zuidoostelijke deel van de Nederrijnse Bocht
- Die Ville (262,3 km²) - Een heuvelrug ten westen van Köln
- Zülpicher Börde (882,9 km²) - De vlakte ten noorden van de Eifel
- Jülicher Börde (1081,8 km²) - Het deel rondom en ten noorden van de stad Jülich

## Geologie
In de geologische tijdperken van het Tertiair en het Kwartair ontstond er een vijftienhonderd meter dikke laag sediment, deels op de vlakke zeebodem en deels op land van het huidige gebied. Het voorkomen van mariene zanden aan de rand van de Nordeifel duidt erop dat de laagvlakte in verbinding stond met de Noordzee. De zee was warm en relatief ondiep, getuige de bruinkoolafzettingen die vrij dicht aan de oppervlakte liggen. Het gaat hierbij om de overblijfselen van een oud kustmoeras, dat ontstond door opwarming van het klimaat dat werd gekenmerkt door grote hoeveelheden neerslag en hoger grondwaterpeil. Binnen tien miljoen jaar ontstond vlak bij Bergheim, net ten westen van Keulen, een tweehonderdzeventig meter dikke turflaag. Er is tevens sprake van geologische activiteit. In de Nederrijnse Bocht ligt het Beneden-Rijnbekken, een stelsel van horsten en slenken. Deze zone vormt een geologisch bekken gevuld met Neogene en Kwartaire sedimenten. In Duitsland wordt in deze sedimenten bruinkool gewonnen. De voor de Börden typische één tot twee meter dikke lösslaag dateert uit het Saalien.

## Economische activiteiten
Het tamelijk vlakke landschap is geschikt voor infrastructuur en intensieve landbouw. De winning van bruinkool in de dagbouwmijnen van Hambach, Inden en Garzweiler en grootschalige akkerbouw (met name suikerbieten) op de vruchtbare lössbodems vormen dan ook twee belangrijke pijlers van de regionale economie. 